# Vedette (Militär)
Als Vedette wird im historischen Militärwesen die vorgeschobene Alarmstellung einer Feldwache bezeichnet.
Nach dem Militair-Conversations-Lexikon von 1841 umfasst eine Vedette „alle einzelne oder doppelte Wachposten, gleich viel ob von der Cavalerie oder Infanterie, welche von den Feldwachen zur Bewachung der Umgegend aufgestellt werden. Eine Reihe solcher Vorposten wird Vedettenlinie oder Chaine genannt.“ Die Aufgabe der Vedette liegt tagsüber vor allem in der Beobachtung des Feindes, bei Nacht sind Vedetten auch als Horchposten einzusetzen. Zu Vedetten sind grundsätzlich besonders erfahrene und vertrauenswürdige Soldaten einzusetzen, da sie auch am ehesten  unmittelbaren Kontakt mit feindlichen Saboteuren, Deserteuren oder Parlamentären haben können. Vedetten dürfen ihren Posten grundsätzlich unter keinen Umständen verlassen und sollen sich mit der dahinterliegenden Feldwache über Handzeichen und dergleichen verständigen; eine Ausnahme besteht bei Doppel- oder Dreifachvedetten, wo ein Mann Meldung erstatten gehen darf.
Eine von 1869 bis 1919 in Wien erscheinende militärwissenschaftliche Zeitschrift hieß ebenfalls „Die Vedette“. Zu  ihren Mitarbeitern gehörte unter anderem Edmund Glaise von Horstenau.
In seinem Hauptwerk Die Welt als Wille und Vorstellung vergleicht Arthur Schopenhauer das menschliche Gehirn mit einer Vedette: „Das Gehirn, mit seiner Funktion des Erkennens, ist nichts weiter, als eine vom Willen, zu seinen draußen liegenden Zwecken, aufgestellte Vedette, welche oben, auf der Warte des Kopfes, durch die Fenster der Sinne umherschaut, aufpaßt, von wo Unheil drohe und wo Nutzen abzusehn sei, und nach deren Bericht der Wille sich entscheidet. Diese Vedette ist dabei, wie jeder im aktiven Dienst Begriffene, in einem Zustande der Spannung und Anstrengung, daher sie es gern sieht, wenn sie, nach verrichteter Wacht, wieder eingezogen wird; wie jede Wache gern wieder vom Posten abzieht. Dies Abziehn ist das Einschlafen, welches daher so süß und angenehm ist und zu welchem wir so willfährig sind: hingegen ist das Aufgerütteltwerden unwillkommen, weil es die Vedette plötzlich wieder auf den Posten ruft.“